# 婁林之戰
婁林之戰是指楚成王於前645年討伐徐國的戰爭。
徐國位於今安徽泗縣、江蘇泗洪一帶，春秋時代靠近楚國。前645年，楚成王因徐國親近中原諸國而討伐徐國。
同年三月，齊桓公因而於牡丘召開盟會，以葵丘之盟的協議，會合魯、齊、陳、衛、鄭、許、曹七國國君結盟，以救援徐國。孟穆伯率領魯國軍隊和諸侯軍隊駐紮在匡地等待楚軍。
同年秋天，齊桓公帶領的諸侯聯軍討伐楚國盟國厲國以救徐國。徐國恃有諸侯聯軍救援，於婁林被楚軍所敗。